# アイビー・プラス
アイビー・プラス（Ivy plus）とは、アメリカ合衆国に所在する私立の高等教育機関のうち、アイビー・リーグの8校に、さらに幾つかの大学・大学院等の教育機関を加えた集団に対する総称として使われることがある名称。
ときには一部の公立大学（州立大学）や、イギリスの大学までを含むことがある。

## 定義
後にペンシルベニア大学学長となった学者 Peter Conn は、次のように述べている。
「アメリカ合衆国に存在する約3500校の4年制大学のうち、カーネギー高等教育機関分類による“研究大学”は、わずか60校（約30の私立校と、約30の州立校）程度にすぎない。これらには、アメリカの学術の非常に大きな部分を生み出し、博士候補者の多くを育て、多くの指導的科学者・人文学者を教授陣に持つ“アメリカの一流大学”が含まれている。これらから、その管理運営が極めて個別化・特殊化しているために州立大学群を除いた私立大学群を、“アイビー・プラス”大学と呼ぶ」。
そして、アイビーリーグ以外の具体的な校名として、デューク大学、スタンフォード大学、シカゴ大学、マサチューセッツ工科大学を挙げている。（COE国際セミナー報告『研究大学におけるリーダーシップの複雑性』福留東土訳）

## 対象となる大学
- アイビーリーグ

1. ブラウン大学
2. コロンビア大学
3. コーネル大学
4. ダートマス大学
5. ハーバード大学
6. プリンストン大学
7. ペンシルベニア大学
8. イェール大学

- 「プラス」（例）
  - マサチューセッツ工科大学（MIT）
  - スタンフォード大学
  - デューク大学
  - シカゴ大学
  - カリフォルニア大学バークレー校

## その他の用例
- アイビーリーグ8校に、MITとスタンフォード大学を加えた全10校を、社会的エリートを輩出する強力な研究大学として「アイビー・プラス」と呼称する例[1]。
- アイビーリーグ8校に、MITとスタンフォード大学を加えた全10校による同窓生組織「アイビー・プラス」[2]。
- 教育内容・技術の開発・評価を行うネットワーク「アイビー・プラス・グループ」には、アイビーリーグ外から、デューク大学、シカゴ大学、ミシガン大学（州立）、MIT、スタンフォード大学が加わる[3]。
- 一部の大学の在校生・若手同窓生により構成される組織「アイビー・プラス会」[4]では、参加資格大学として、アイビーリーグ各校と、スタンフォード大学、カリフォルニア工科大学、MIT、デューク大学、シカゴ大学、カリフォルニア大学バークレー校、ミシガン大学、ジョージア工科大学、ジョージタウン大学というアメリカのエリート輩出校に加えて、オックスフォード大学、ケンブリッジ大学 、ロンドン・スクール・オブ・エコノミクス(LSE)のイギリス名門校3校を挙げている。さらに、以上の施設に付随しないものとしては、アンダーソン（カリフォルニア大学ロサンゼルス校）、ケロッグ（ノースウェスタン大学）、スターン（ニューヨーク大学）というビジネススクール3校、ニューヨーク大学、ミシガン大学、バージニア大学のロースクール3校、ベイラーカレッジ、カリフォルニア大学ロサンゼルス校、カリフォルニア大学サンフランシスコ校、ミシガン大学、ワシントン大学（University of Washington ではなく、Washington University）のカレッジ2校、計6校のメディカルスクールと、アナポリス海軍兵学校、ウェストポイント陸軍士官学校、空軍士官学校（Air Force Academy）に参加資格を与えている[5]。